# 富山県道207号四方新中茶屋線
富山県道207号四方新中茶屋線（とやまけんどう207ごうよかたしんなかちゃやせん）とは、富山県富山市内を結ぶ都道府県道である。

## 概要
- 始点：富山県富山市四方新茶園（国道415号交点）
- 終点：富山県富山市茶屋町字向開（富山県道44号富山高岡線交点）

## 接続する道路
- 国道415号（富山市四方、始点）
- 富山県道205号練合宮尾線（富山市八町）
- 国道8号（富山市八町）
- 富山県道208号小竹諏訪川原線（富山市北代）
- 富山県道44号富山高岡線（富山市茶屋町、終点）